# Beaumont-en-Argonne
Beaumont-en-Argonne ist eine französische Gemeinde mit 422 Einwohnern (1. Januar 2022) im Département Ardennes der Region Grand Est. Sie gehört zum Arrondissement Sedan und zum Gemeindeverband Portes du Luxembourg.

## Geografie
Die Gemeinde Beaumont-en-Argonne liegt im Norden Frankreichs, etwa 25 Kilometer von der Grenze zwischen Belgien und Frankreich entfernt. Nächstgrößere Städte sind Sedan (25 km) und Charleville-Mézières (45 km entfernt).
Das ca. 31 Quadratkilometer große Gemeindegebiet von Beaumont im Osten des Départements Ardennes umfasst einen Abschnitt der Argonnen, einem Höhenzug zwischen Aisne und Maas. Der Ort selbst liegt in einem Tal auf etwa 230 Metern Meereshöhe. Das Tal formt der kleine Bach Ruisseau de Beaumont, der westlich des Ortskerns entspringt. Er mündet schon nach drei Kilometern Lauf in die Maas. Der Ruisseau la Wame, ebenfalls ein Maas-Nebenfluss, bildet die südwestliche Gemeindegrenze – auch Grenze zur früheren Region Lothringen. Nördlich und südlich des Tales herrscht in einer leicht gewellten Landschaft Ackerland vor. Der Westen und Süden des Gemeindeareals ist von Wald geprägt. Der Forst Bois de Sommauthe ist Teil des großen zusammenhängenden Waldgebietes Forêt de Belval.
Nachbargemeinden von Beaumont sind Yoncq und Mouzon im Norden, Létanne im Osten, Laneuville-sur-Meuse im Südosten, Belval-Bois-des-Dames im Süden, Vaux-en-Dieulet, Sommauthe und Saint-Pierremont im Südwesten, La Berlière im Westen sowie La Besace im Nordwesten.

## Geschichte
Durch den Erzbischof von Reims, Wilhelm von Blois, wurde Beaumont-en-Argonne im Jahr 1182 mit dem Loi de Beaumont zur Stadt erhoben. Am 8. Oktober 1592 besiegte der Herzog von Bouillon ein lothringesches Heer.
Beaumont und die unmittelbare Umgebung war im Deutsch-Französischen Krieg  sowie im Ersten Weltkrieg (unter anderem bei der Meuse-Argonne-Offensive) Schauplatz erbitterter Gefechte. Der Name der Gemeinde steht für das Gefecht bei Beaumont am 30. August 1870.
Erst 1928 erhielt die Gemeinde den Namenszusatz -en-Argonne, um sich besser von anderen Gemeinden namens Beaumont unterscheiden zu können.

### Bevölkerungsentwicklung
| Jahr                       | 1962 | 1968 | 1975 | 1982 | 1990 | 1999 | 2009 | 2021 |
| Einwohner                  | 527  | 568  | 548  | 526  | 490  | 433  | 459  | 425  |
| Quellen: Cassini und INSEE |      |      |      |      |      |      |      |      |

Im Jahr 1846 wurde mit 1372 Bewohnern die bisher höchste Einwohnerzahl ermittelt. Die Zahlen basieren auf den Daten von cassini.ehess und INSEE.

## Sehenswürdigkeiten
Das gesamte Ortsensemble erinnert noch an eine kleine befestigte Stadt. In einem früher von Mauern gefassten Oval von 400 × 500 Metern wurden die Straßen schachbrettartig angelegt, in der Mitte auf dem Hauptplatz steht die Kirche und das Gebäude des Bürgermeisters (Mairie).
Vier Häuser an der Place Guillaume de Champagne und der Place de la Victoire sind als Monument historique eingestuft. Es handelt sich um in dieser Gegend sonst nicht anzutreffende Häuserformen mit Arkaden und Kolonnaden aus der Zeit zwischen dem 15. und 18. Jahrhundert.

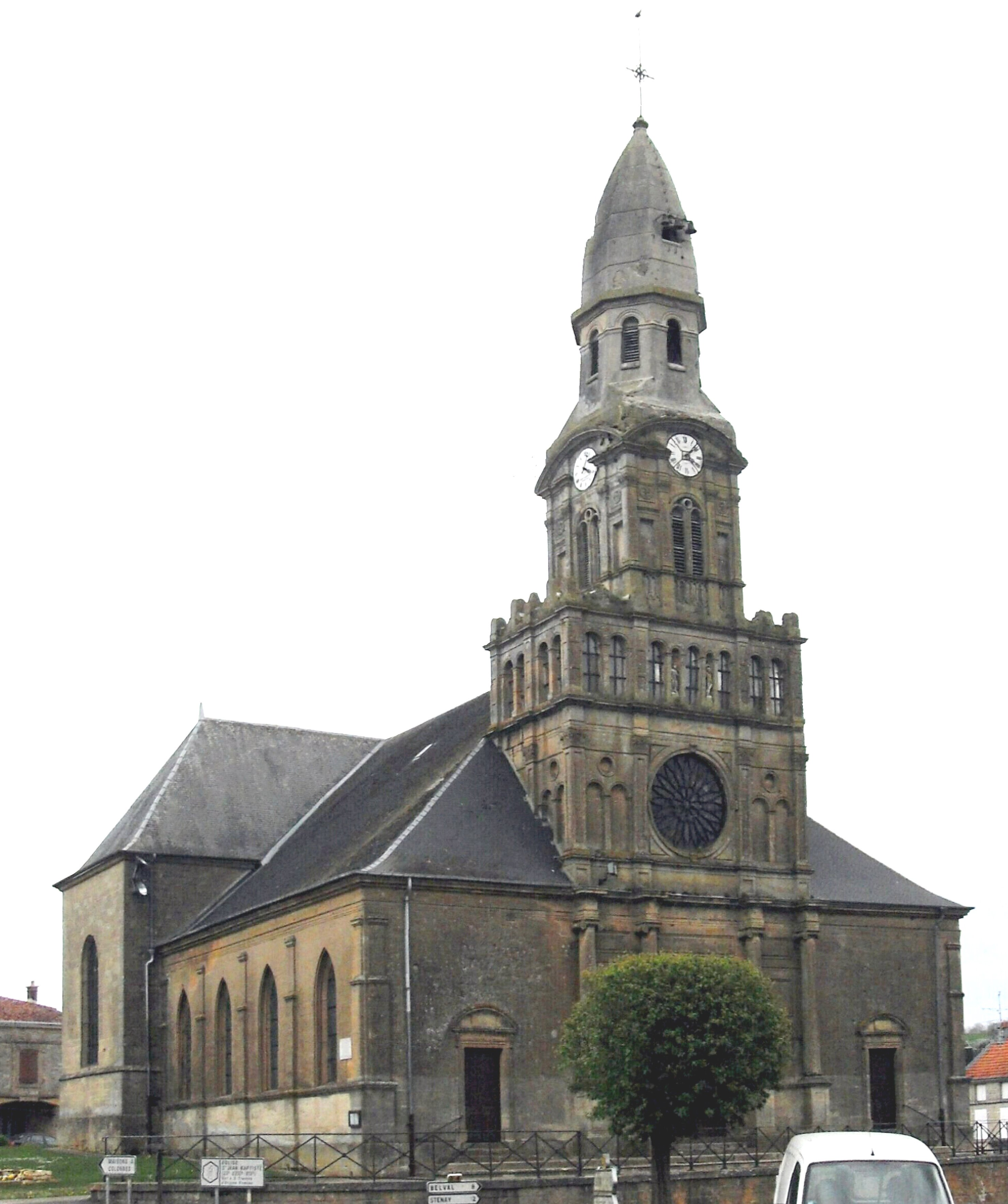
Johannes-der-Täufer-Kirche

Die Johannes-der-Täufer-Kirche (Église Saint-Jean-Baptiste), ursprünglich aus dem 12. Jahrhundert stammend, ist mit einem einzigartigen steinernen Turm in Form einer Granate ausgestattet. Der Stufenaltar, der Tabernakel sowie drei Gemälde (Taufe, Grablegung und Auferstehung Christi) stehen unter Denkmalschutz.

Denkmalgeschützte Arkadenhäuser
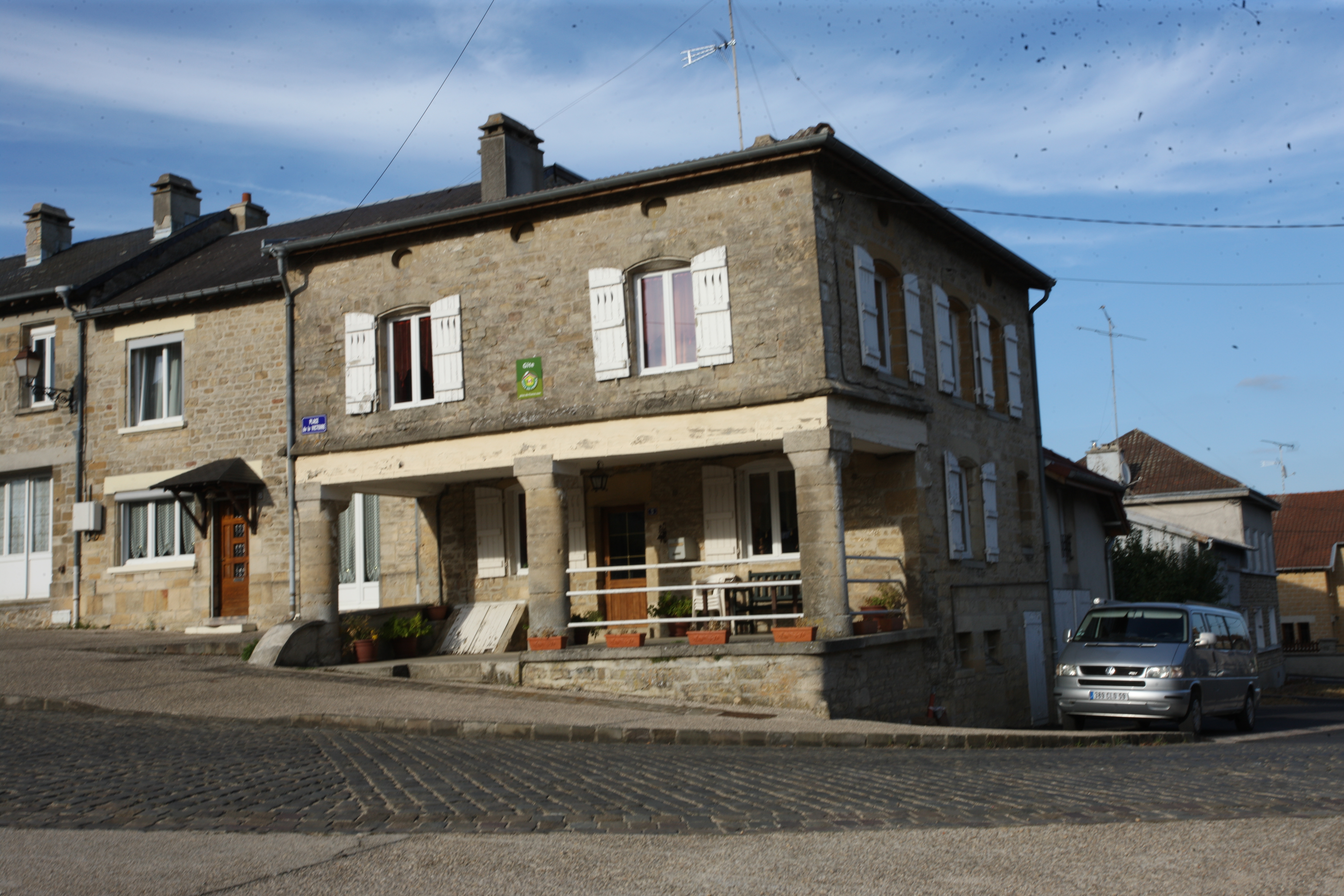
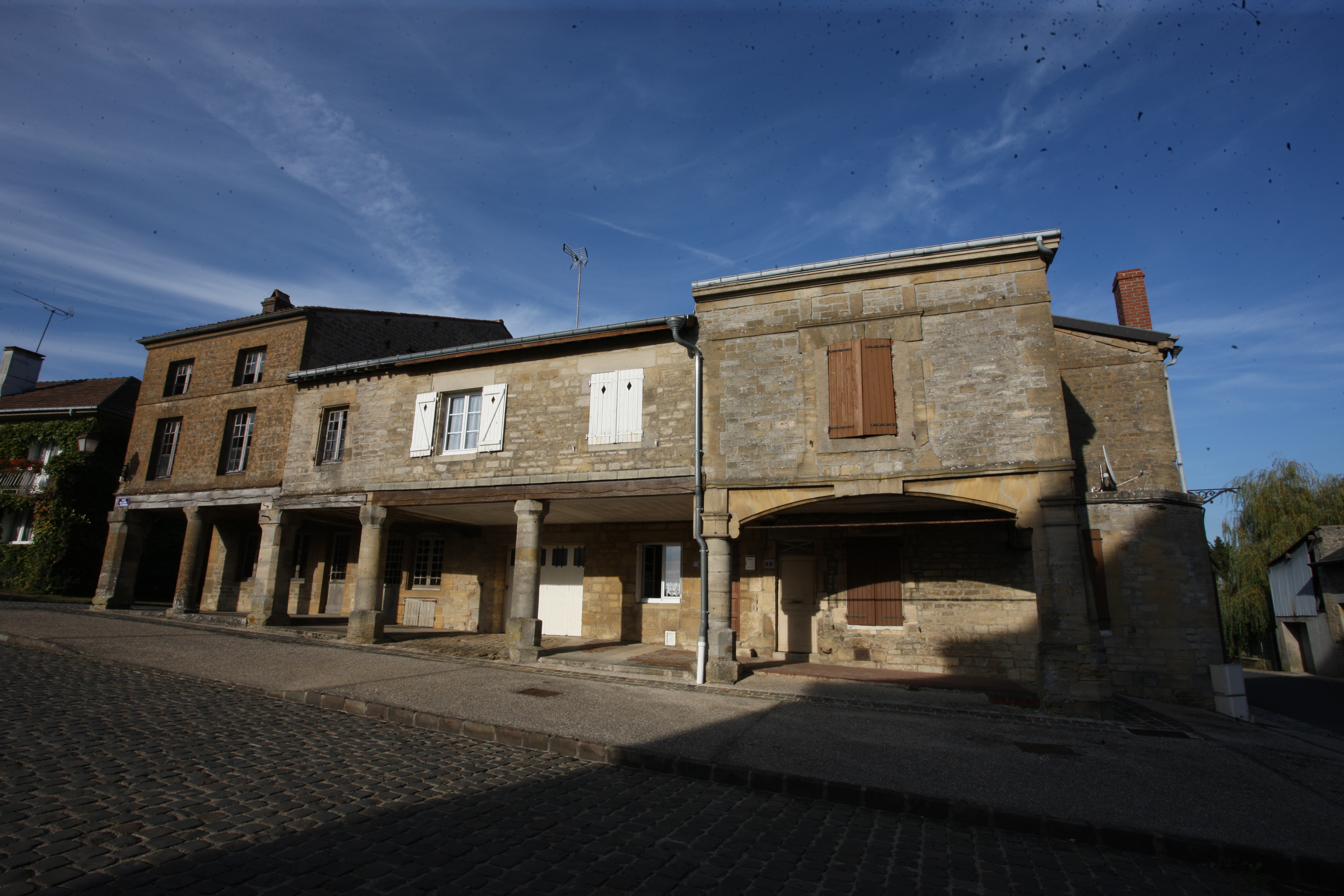
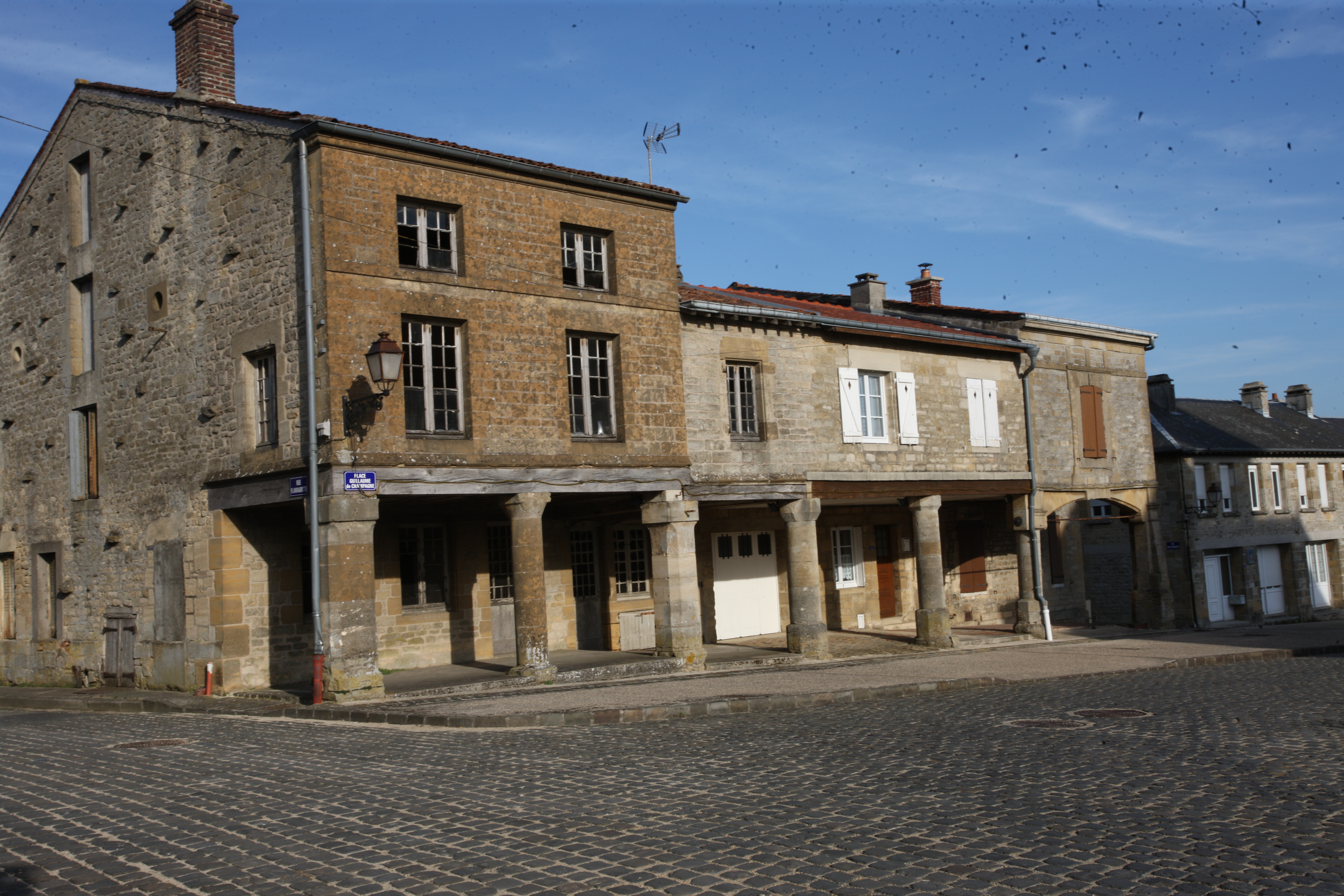
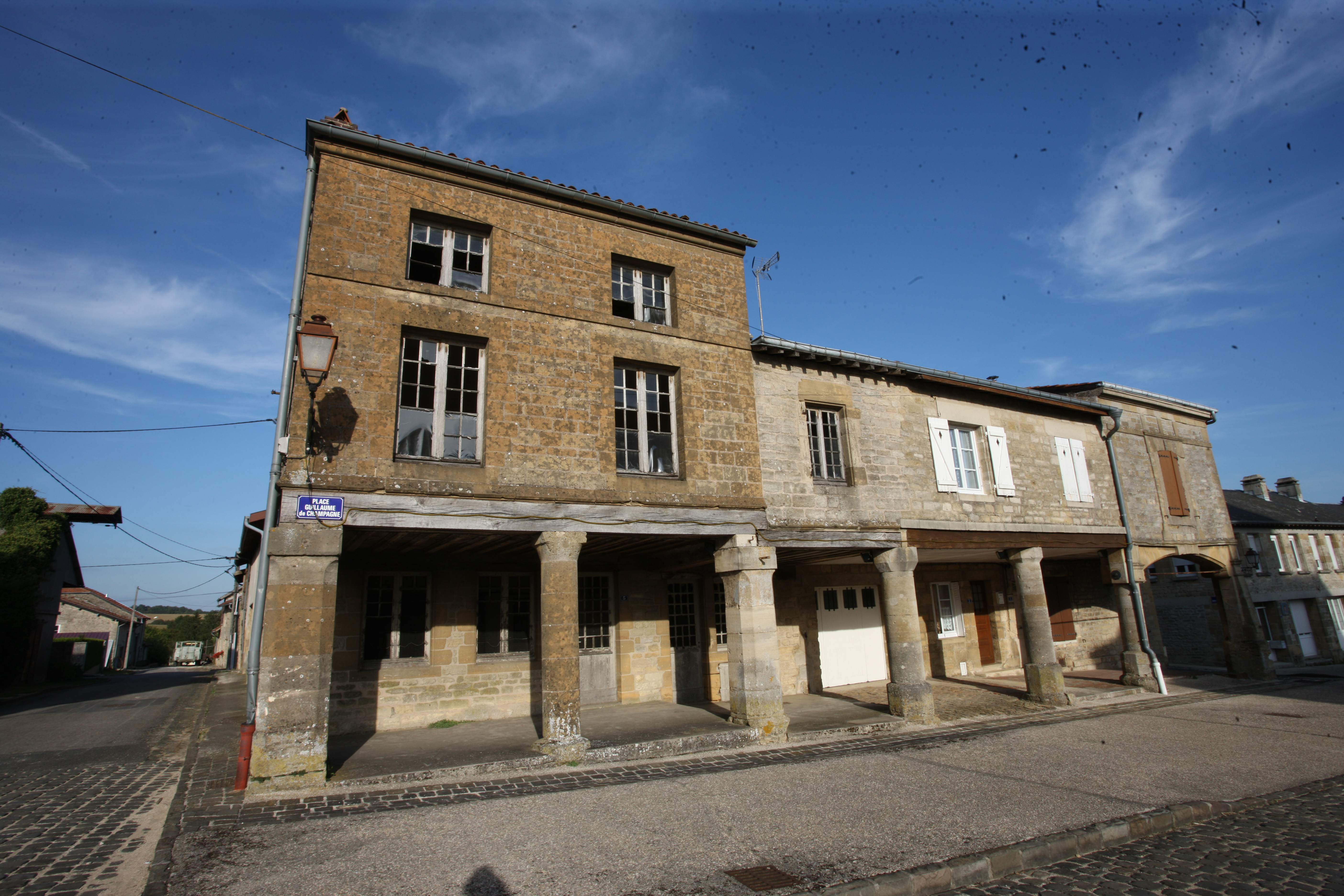

## Wirtschaft und Infrastruktur
In der Gemeinde sind 22 Landwirtschaftsbetriebe ansässig (Getreideanbau, Rinderzucht).
Beaumont liegt an der Straße von Stenay über Mouzon nach Sedan, die größtenteils am linken Ufer der Maas entlangführt. Von Beaumont zweigen Straßen in Richtung Westen (nach Le Chesne) und Südwesten (nach Vouziers) ab.

## Belege
1. ↑  Bibliothek deutscher Geschichte, Volume 8, Part 2, S.68
2. ↑  Ortsname auf cassini.ehess.fr
3. ↑  Beaumont-en-Argonne auf cassini.ehess
4. ↑  Beaumont-en-Argonne auf INSEE
5. ↑  Maison à arcades (1) in der Base Mérimée des französischen Kulturministeriums (französisch)
6. ↑  Maison à arcades (2) in der Base Mérimée des französischen Kulturministeriums (französisch)
7. ↑  Maison à arcades (3) in der Base Mérimée des französischen Kulturministeriums (französisch)
8. ↑  Maison à arcades (4) in der Base Mérimée des französischen Kulturministeriums (französisch)
9. ↑  Eintrag auf 3cantons.org/Villages pitoresques. Archiviert vom Original (nicht mehr online verfügbar) am 5. März 2016; abgerufen am 1. Januar 2011 (französisch).  Info: Der Archivlink wurde automatisch eingesetzt und noch nicht geprüft. Bitte prüfe Original- und Archivlink gemäß Anleitung und entferne dann diesen Hinweis.
10. ↑  Patrimoine religieux (Memento vom 17. Juli 2012 im Webarchiv archive.today)
11. ↑  Landwirtschaftsbetriebe auf annuaire-mairie.fr (französisch)